# María Isabel López (arquitecta)
María Isabel López es una arquitecta, investigadora y académica chilena.Es especialista en desarrollo urbano sustentable, patrimonio urbano y patrimonio industrial.Es directora del Centro de Estudios Territoriales (CETI) de la Universidad del Biobío.En 2015 fue galardonada con el Premio Municipal de Ciencias Sociales de la comuna de Concepción.

## Biografía
Se tituló de arquitecta por la Universidad de Chile en 1989. Asimismo, realizó un postítulo en el departamento de Preservation Plannnig en Cornell University. Obtuvo un magíster en Plannnig & Environmental Design en Universidad Oxford Brookes y su doctorado en Desarrollo Urbano Sustentable en la Universidad Politécnica de Madrid. 

## Carrera profesional
Es académica del Departamento de Planificación y Diseño Urbano de la Universidad del Bío-Bío y desde el año 2023 dirige el Centro de Estudios Territoriales Interdisciplinarios de la misma universidad. 
Fue consejera regional del Consejo Nacional de la Cultura y las Artes, e integrante del Grupo de Estudios Urbanismo y Geografía. Dentro de la Universidad del Bío-Bío, ha sido directora de la Escuela de Arquitectura, directora del magíster en Patrimonio Arquitectónico y Urbano e integrante del Consejo Académico de la Universidad.En 2022 fue candidata a rectora de la Universidad del Bío-Bío, siendo la primera mujer luego de 30 años en postularse a dicho cargo.
Como investigadora, ha orientado su trabajo hacia el patrimonio industrial dirigiendo diversos proyectos nacionales e internacionales. Ha publicado su trabajo en múltiples revistas científicas y libros especializados. Es la actual coordinadora internacional de la Red Recuperación Sostenible del Espacio Minero, organización que reúne a investigadores de todos los países iberoamericanos.

## Reconocimientos
En enero de 2015 fue distinguida con el Premio Municipal de Ciencias Sociales de Concepción.

## Publicaciones
Nota: Esta es una lista de los trabajos científicos más citados de la investigadora; para revisar el listado completo, revise el perfil de la investigadora en Google Scholar.
- Lopez, María Isabel; Vidal, Claudia (1 de septiembre de 2012). «Landscape heritage and environmental risk. Cultural and tourist reoccupation of post-mining in Lota, Chile». Revista de Geografia Norte Grande (52).
- López, María Isabel; Pérez, Leonel (2013). «Sustentabilidad del turismo en el patrimonio minero: modelo conceptual e indicadores para el exterritorio carbonífero de Lota y Coronel». EURE 39 (118): 199-230.
- López, María Isabel; Zazo, Ana (2018). «EL HÁBITAT SUSTENTABLE DE LOS MERCADOS URBANOS HISTÓRICOS. APLICACIÓN DEL CONCEPTO AL MERCADO CENTRAL DE CONCEPCIÓN, CHILE». Revista Hábitat Sustentable 8 (2): 8-19.
- López, María Isabel; Bisbal, Ignacio; Pérez, Leonel (2016). «Interpretación de vistas fotográficas como método de análisis del paisaje cultural: Transformaciones en el territorio minero de Lota, Chile». Revista de geografía Norte Grande (63): 163-186.
- López, María Isabel; Cedeño, Héctor (2016). «Patrimonio Ancestral y Agentes Externos: evolución de la tenencia del suelo indígena en la Costa Central del Ecuador». Revista AUS (19): 51-57.
- López, María Isabel; Galdames, R.; Seguel, L (2010). «Turismo de patrimonio minero y desarrollo local: las percepciones de la comunidad de Lota en Chile». Ciudad y Territorio Estudios Territoriales: 313-330.